# Ytterselö socken
Ytterselö socken i Södermanland ingick i Selebo härad, ingår sedan 1971 i Strängnäs kommun och motsvarar från 2016 Ytterselö distrikt.
Socknens areal är 48,58 kvadratkilometer, varav 48,56 land. År 2000 fanns här 1 343 invånare. Godset Mälsåker, en del av Stallarholmen samt kyrkbyn Ytterselö kyrkby med sockenkyrkan Ytterselö kyrka ligger i socknen.  

## Administrativ historik
Ytterselö socken har medeltida ursprung. 
Vid kommunreformen 1862 övergick socknens ansvar för de kyrkliga frågorna till Ytterselö församling och för de borgerliga frågorna till Ytterselö landskommun. Landskommunen inkorporerades 1952 i Stallarholmens landskommun som 1971 uppgick i Strängnäs kommun. Församlingen uppgick 2002 i Stallarholmens församling.
1 januari 2016 inrättades distriktet Ytterselö, med samma omfattning som församlingen hade 1999/2000.  
Socknen har tillhört län, fögderier, tingslag och domsagor enligt vad som beskrivs i artikeln Selebo härad.  De indelta soldaterna tillhörde Södermanlands regemente, Strängnäs och Gripsholms kompanier.

## Geografi

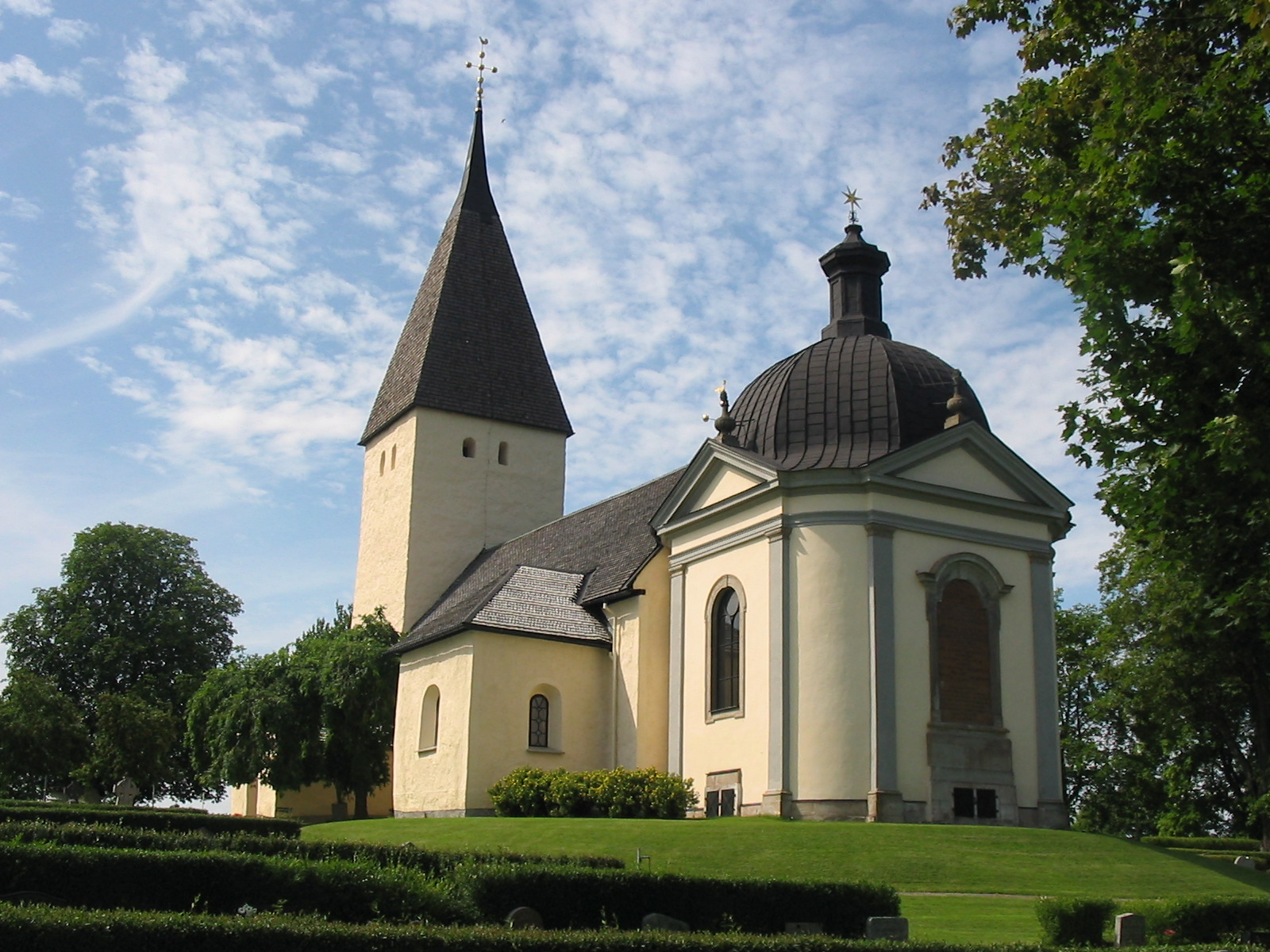
Ytterselö kyrka.

Ytterselö socken omfattar på östra delen av Selaön och några öar i Mälaren med Enköpingsåsen i söder. Socknen är småkuperad med odlingsbygd i söder och väster.
Grönsöfjärden utgör gräns mot Trögds härad inom Uppland i norr. Höjden Ringrå mitt på Selaön utgör ett gränsmärke mellan Ytterselö och Överselö socken. Prästfjärden utgör gräns mot Överenhörna socken och här finns öar som Tuna holmar, Götön, Kråkholmen, Furuholmen samt Ringsö. I söder utgör Stallarholmsfjärden och Kolsundet socknens avgränsning mot fastlandet och Toresunds socken.
Socknen hade år 1934 1 663 hektar åker och 2 490 hektar skogsmark. Samma år ägde AB Mälardalens tegelbruk tre tegelbruk inom socknen, nämligen Valla, Husby samt Näsby. Alla tegelbruken är numera nedlagda.

## Fornlämningar
Bronsåldern märks genom ett antal spridda gravrösen samt skålgropar. De flesta lämningar är dock från järnåldern och finns inom 70 gravfält från denna tid. Vid Åsa ligger ett dominerande gravfält, vilket använts mycket länge. Här ligger även en stor skeppssättning. I Östa ligger fyra storhögar och två runstenar. Inom området finns tolv runstenar. Flera av dem är speciella. Det finns bl.a. en poetisk vid Mervalla till minne av en österviking.
På Ytterselö kyrkogård finns ett gravmonument som tillhör släkten Soop. Det är från 1600-talets början.

## Namnet
Namnet (1327 Tunæ in Sila, 1381 Ytrasyla) innehåller önamnet Selaö Tuna kommer från den äldre kyrkbyn, ytter återspeglar att den låg längre ut mot Prästfjärden.